# Одбегле гузе 5
Одбегле гузе 5 (енгл. Joey Silvera's Runaway Butts 5) је амерички порнографски филм из 2003. године. Филм је режирао Џои Силвера (енгл. Joey Silvera), а снимала кућа енгл. The Evil Empire. Филм је у Србији издало београдско предузеће Climax д.о.о. 2005. године. На омоту нема података о тиражу, али ту је интерна ознака X3 и каталошки бројеви.  978-86-85643-02-6. и COBISS.SR-ID 123794188.

## Опис са омота
Вау! Џој је ископао опасне рибе које раде најуврнутије ствари. Гарава и округлогуза Домино врца гузом да одлепиш, а Атина је превише лепа за порнић. Најбоља од свих је невина Сузи. Дуга плава коса, крупне плаве очи, савршено округле сисе… врло пожудна. Одбегли гузови 5 ће вам се дефинитивно свидети.